# Сомон Махмадбеков
Сомон Махмадбеков (тадж. Сомон Маҳмадбеков; 24 березня 1999, Іркутськ, Іркутська область, Росія) — таджицький дзюдоїст, бронзовий призер Олімпійських ігор 2024 року, призер чемпіонатів світу та Азії, чемпіон Азійських ігор.

## Виступи на Олімпіадах
| Олімпіада  | Дисципліна | Місце |
| ---------- | ---------- | ----- |
| Токіо 2020 | до 73 кг   | 9     |
| Париж 2024 | до 81 кг   | 3     |

## Зовнішні посилання
- Сомон Махмадбеков на сайті International Judo Federation (англійська)
- Сомон Махмадбеков на сайті JudoInside.com (англійська)
- Сомон Махмадбеков на сайті AllJudo.net (французька)
- Сомон Махмадбеков на сайті Olympics.com (англійська)
- Сомон Махмадбеков на сайті Olympedia (англійська)